# Содружество португалоязычных стран
Содружество португалоязычных стран (порт. Comunidade dos Países de Língua Portuguesa, CPLP) — международная организация, созданная 17 июля 1996 и объединяющая страны, в которых португальский язык является официальным государственным языком. Главной задачей организации является продвижение португальского языка. Общее число носителей языка составляет около 300 миллионов человек. Он является самым распространённым в Южном полушарии.
В содружество входят Португалия и её бывшие колонии — Ангола, Бразилия, Гвинея-Бисау, Кабо-Верде, Мозамбик, Сан-Томе и Принсипи. В 2002 году после провозглашения независимости к содружеству присоединился Восточный Тимор, а в 2014 году — Экваториальная Гвинея.

## История
В 1960 году был создан Революционный фронт за национальную независимость португальских колоний. В его состав вошли такие африканские страны, как Ангола, Гвинея-Бисау, Кабо-Верде, Мозамбик и Сан-Томе и Принсипи. В 1961 году Фронт был преобразован в Конференцию националистических организаций португальских колоний. К этой организации присоединилась Португальская Индия. В 1979 году КНОПП была преобразована в региональную группу «Португалоязычные страны Африки». В 1983 году во время визита в Кабо-Верде министра иностранных дел Португалии Жайме Гамы, он впервые предложил проводить раз в два года саммит португалоязычных стран. При обосновании необходимости создания такой организации он сказал: «Наиболее подходящим процессом является развитие последовательного и децентрализованного трёхконтинентального диалога семи португалоязычных стран, распространяющегося на Африку, Европу и Америку. Раз в два года страны должны будут проводить поочередные саммиты глав государств и правительств, содействовать ежегодным встречам министров иностранных дел, проводить частые политические консультации между политическими директорами и регулярными встречами представителей в ООН или других международных организациях, а также двигаться вперёд с созданием португалоязычной группы в Межпарламентском союзе».
По инициативе президента Бразилии Жозе Сарнея в ноябре 1989 началась подготовка к созданию СПС. На встрече правительств Анголы, Бразилии, Гвинеи-Бисау, Кабо-Верде, Мозамбика, Португалии, Сан-Томе и Принсипи в городе Сан-Луис по предложению бывшего члена Государственного совета Португалии Адриану Морейры было решено основать Международный институт португальского языка (МИПЯ). В ходе этой встречи также была высказана идея о создании международного общества, объединяющего страны-лузофоны. В феврале 1994 года на встрече министров в Бразилии было принято решение о создании Постоянной консультативной группы. В июне 1995 года в Лиссабоне на встрече министров было принято решение рекомендовать провести Саммит глав государств и правительств в конце первой половины 1996 года в Португалии. На встрече в Лиссабоне в Культурном центре Белем (Centro Cultural de Belém) 17 июля 1996 года было учреждено Содружество португалоязычных стран. Декларацию подписали президенты Жозе Эдуарду душ Сантуш (Ангола), Фернанду Энрике Кардозу (Бразилия), Машкареньяш Монтейру (Кабо-Верде), Жорже Сампай (Португалия), Жуан Бернарду «Нино» Виейра (Гвинея-Биссау), Жоакин Чиссано (Мозамбик) и премьер-министр Сан-Томе и Принсипи Арминдо Вас де Алмейда.
В задачи МИПЯ входит «продвижение, защита, обогащение и распространение португальского языка как средства культуры, образования, информации и доступа к научным и технологическим знаниям и его официальное использование на международных форумах». Его штаб-квартира находится в столице Кабо-Верде — Прае. Содружество построено на равноправной основе, так как бывшая метрополия уступает по населению и размеру экономики бывшим колониями (прежде всего Бразилии). Главным исполнительным органом является Исполнительный секретариат, главой которого является исполнительный секретарь, поочерёдно избираемый представитель стран-участниц. Содействие ему оказывает генеральный директор, избираемый на три года. В 2005 году страны — члены Содружества на совещании в Луанде, столице Анголы, установили 5 мая для празднования Дня португальского языка и культуры во всём мире. На заседании XV Совета министров в 2010 году в Луанде была утверждена резолюция «Положение об ассоциированных наблюдателях». После этого статус ассоциированных наблюдателей получили 33 страны и международные организации. В 2019 году на 40-й сессии Генеральной конференции ЮНЕСКО было принято решение объявить 5 мая каждого года «Всемирным днём португальского языка». Организация принимала участие в разрешении военных конфликтов (в Анголе, Гвинее-Бисау, Восточном Тиморе). Обговаривается введение внутреннего паспорта стран-участниц, снятие визовых органичений.